# باولو ديلا بيلا
باولو ديلا بيلا هو مدرب هوكي جليد سويسري، ولد في 12 سبتمبر 1977 في Sorengo ‏ في سويسرا.

## وصلات خارجية
- باولو ديلا بيلا على موقع دوري الهوكي الوطني (الإنجليزية)
- باولو ديلا بيلا على موقع EliteProspects.com (الإنجليزية)
- باولو ديلا بيلا على موقع Eurohockey.com (الإنجليزية)
- باولو ديلا بيلا على موقع HockeyDB.com (الإنجليزية)